# Asterix og hans gæve gallere (tegnefilm)
 For alternative betydninger, se Asterix og hans gæve gallere. (Se også artikler, som begynder med Asterix og hans gæve gallere)
Asterix og hans gæve gallere (Astérix le Gaulois) er den første af foreløbig otte tegnefilm med Asterix. Tegnefilmen, der blev lanceret i 1967, er baseret på albummet af samme navn, som den følger tæt.
Tegnefilmen var oprindelig planlagt lavet til fransk fjernsyn men endte i stedet som en biograffilm. Den blev lavet uden Uderzos og Goscinnys samtykke, og de var for sent ude til at stoppe dens produktion og offentliggørelse. I stedet stoppede de produktionen af den næste film, Asterix og trylledrikken, og samarbejdede med produktionsselskabet om en ny film, Asterix og Kleopatra.

## Plot
Romerne vil finde ud af, hvorfor gallerne er så stærke. Den lille legionær Delirium sendes ud som spion og finder frem til hemmeligheden: trylledrikken. For at få fingre i den, kidnapper romerne Miraculix. Asterix drager af sted for at befri ham og lader sig fange af romerne, der vil bruge ham til at presse Miraculix med. Men det viser sig snart, at den gode druide har mere end en trylledrik på lager.

## Stemmer
| Rolle             | Originale stemmer | Danske stemmer       |
| ----------------- | ----------------- | -------------------- |
| Asterix           | Roger Carel       | Ove Sprogøe          |
| Obelix            | Jacques Morel     | Dirch Passer         |
| Miraculix         | Pierre Tornade    | Jesper Klein         |
| Fortæller         | Bernard Lavalette | Jesper Klein         |
| Delirium          | Jacques Jouanneau | Jesper Klein         |
| Majestix          | Lucien Raimbourg  | Torben Peter Hundahl |
| Prangeren         |                   | Torben Peter Hundahl |
| Tullius Octapus   |                   | Torben Peter Hundahl |
| Trubadurix        | Jacques Jouanneau | Ulf Pilgaard         |
| Lathyrus Odoratus |                   | Ulf Pilgaard         |
| Simplicissimus    |                   | Ulf Pilgaard         |
| Kontra Ventum     | Pierre Tornade    | Axel Strøbye         |
| Perpetuum Mobile  | Pierre Trabaud    | Ingolf David         |
| Bødlen            |                   | Ingolf David         |
| Julius Cæsar      | Jacques Mauclair  | Holger Munk          |
| Øvrige stemmer    |                   | Benny Hansen         |
| Øvrige stemmer    | Henning Palner    |                      |
| Øvrige stemmer    | Holger Vistisen   |                      |